# Џон Гилгуд
Сер Џон Гилгуд (енгл. John Gielgud) је био енглески глумац и режисер, рођен 14. априла 1904. године у Јужни Кензингтону (Енглеска), а преминуо 21. маја 2000. године у Вотон Андервуду (Енглеска).

## Биографија
Он је преферирао театар спрам кинематографије, коју није сматрао озбиљном уметношћу.
Двадесетог октобра 1953. године, Гилгуд, који је иначе био дискретан по питању своје сексуалне оријентације, је ухапшен у Челсију приликом крузинга у јавном тоалету. Тада је у Великој Британији још увек на снази закон који тумачи било какав хомосексуални чин противзаконитим.
Тадашњи секретар унутрашњих послова Дејвид Максвел Фрај је био изузетно хомофобичан и ватрени поборник викторијанских закона противу хомосексуалности, те је у том периоду број хапшења био изразито велик. Гилгуд је платио ночану казну, а када је штампа објавила причу, страховао је да ће скандал окончати његову каријеру. Вест о догађају се преломила уочи изведбу представе Дан поред мора у Ливерпулу. Гилгуд је био паралисан страхом пред излазак на бину. Подршку му је пружила глумица Сибил Торндајк, ухвативши га за руку и одлучно одвела на бину. На опште изненађење, публика је Гилгуду пружила стајаћу овацију и аплауз. Порука је била сасвим јасна. Енглеска публика је била одана својим „омиљенима“ и није их било брига шта они чине у свом приватном животу. Волели су га и поштовали.
Гилгуд никада јавно није коментарисао инцидент и сама јавност је догађај убрзо смакла са дневног реда и игнорисала постојање истог. Његов став је ипак јасан, јер је приватно донирао средства организацијама за геј права. У познијим годинама је изјавио глумцу Сајмону Калоу да се диви људима попут њега и Ијану Мекелну, због њихове одлуке да живе отворено и јавно декларисано као хомосексуалци, али да он сам то никада не би могао.
Свог доживотног партнера, Гилгуд је упознао 1962. године. Мартин Хенслер је био дизајнер ентеријера у егзилу из Мађарске. Иако темпераментан и тежак, пар је успео да усклади свој суживот и остају заједно све до Мартинове смрти 1999. године. Гилгуд сам је преминуо у мају следеће године након физичког и менталног колапса услед смрти партнера.

## Филмографија
| Улоге Џона Гилгуда |                            |               |                           |          |
| Година             | Српски назив               | Изворни назив | Улога                     | Напомена |
| 1953.              | Јулије Цезар               |               | Касије                    |          |
| 1954.              | Ромео и Јулија             |               | хоровођа                  |          |
| 1955.              | Ричард Трећи               |               | Џорџ, војвода од Кларенса |          |
| 1956.              | Пут око света за 80 дана   |               | Фостер                    |          |
| 1964.              | Бекет                      |               | краљ Луј VII              |          |
| 1968.              | Рибарове ципеле            |               | папа Пије XIII            |          |
| 1969.              | О, какав диван рат         |               | гроф Леополд фон Берктолд |          |
| 1974.              | Убиство у Оријент експресу |               | Едвард Бедос              |          |
| 1979.              | Калигула                   |               | Нерва                     |          |
| 1980.              | Човек слон                 |               | Кар Гом                   |          |
| 1981.              | Артур                      |               | Хобсон                    |          |
| 1981.              | Ватрене кочије             |               | директор Тринити колеџа   |          |
| 1982.              | Ганди                      |               | лорд Ирвин                |          |
| 1985.              | Обиље                      |               | сер Леонард Дарвин        |          |
| 1988.              | Рат и сећање               |               | Арон Јастров              |          |
| 1995.              | Први витез                 |               | Освалд                    |          |